# Ганготри (корова)
Ганго́три (англ. Gangotri) — корова, жившая в кришнаитской общине Бхактиведанта-мэнор и убитая в декабре 2007 года Королевским обществом защиты животных. Убийство Ганготри вызвало бурные протесты британских индуистов и привело к широкому обсуждению вопроса обращения с крупным рогатым скотом в Великобритании.

## Убийство
13 декабря 2007 года инспекторы Королевского общества защиты животных и государственный ветеринар прибыли в Бхактиведанта-мэнор и убили Ганготри через инъекцию. Ганготри не страдала от какой-либо болезни, она просто повредила мускулы на одной из задних ног и не могла стоять. Кришнаиты заботились о раненом животном. Храм специально нанял двух ветеринаров, которые оказывали Ганготри нужную медицинскую помощь и постоянно следили за состоянием её здоровья. 
В Бхактиведанта-мэноре действует крупный проект по охране коров, в рамках которого существует специальный коровник, в котором старым и больным животным позволяют умереть своей смертью. Королевское общество защиты животных оправдало убийство животного тем, что оно страдало. Перед проведением инъекции, представители организации не проконсультировались с ветеринарами, занимавшимися лечением Ганготри.
Хотя убийство тяжело раненых коров является обыденным явлением среди британских фермеров, в данном случае не были приняты во внимание религиозные воззрения кришнаитов, их личный выбор заботиться о немощном животном, и мнение двух ветеринаров, занимавшихся лечением животного. Двое других, государственных ветеринара, дали противоположные мнения по этому вопросу. После этого, в Бхактиведанта-мэнор совершил визит главный ветеринар из специального государственного ведомства. Став свидетелем того, что кришнаиты надлежащим образом заботились о раненом животном, он заверил, что корову убивать не будут.

## Протесты и судебный процесс
После убийства Ганготри власти храма подали в суд на Королевское общество защиты животных. 28 марта 2008 года газета The Independent сообщила, что в предъявленном кришнаитами обвинении утверждалось: «Королевское общество защиты животных незаконно проникло на территорию храма и незаконно покусилось на жизнь коровы, выздоравливавшей и находившейся под присмотром ветеринаров. Не было совершенно никаких причин для её убиения».
26 декабря 2007 года около 200 индуистов устроили митинг протеста около здания представительства Королевского общества защиты животных в Хоршаме, Западный Суссекс. Одновременно с этим около 700 индуистов проводили киртан в Бхактиведанта-мэноре. Серия протестов была повторно проведена в марте 2008 года.
13 декабря 2008 года Королевское общество защиты животных официально принесло извинение за убийство коровы и, в качестве знака примирения, подарило кришнаитам беременную корову.